# إيرنست إليتس
إيرنست إليتس (بالألمانية: Ernst Elitz)‏ Ernst Elitz هو صحفي ألماني ومدير إذاعة ألمانيا الحالي، ولد في 24 جويلية 1941 في برلين.
ابتداء من عام 1960 إلى غاية 1968 درس علوم المسرح والفلسفة في جامعة برلين، في عام 1966 اشتغل لحساب جريدة دي تسايت الألمانية Die Zeit وإذاعة رياس ببرلين، في عام 1974 اشتغل في القناة الألمانية الثانية ومنذ 1 يناير 1994 يترأس إذاعة ألمانيا في كولونيا .

## روابط خارجية
- إيرنست إليتس على موقع IMDb (الإنجليزية)
- إيرنست إليتس على موقع مونزينجر (الألمانية)